# Erdbeobachtung

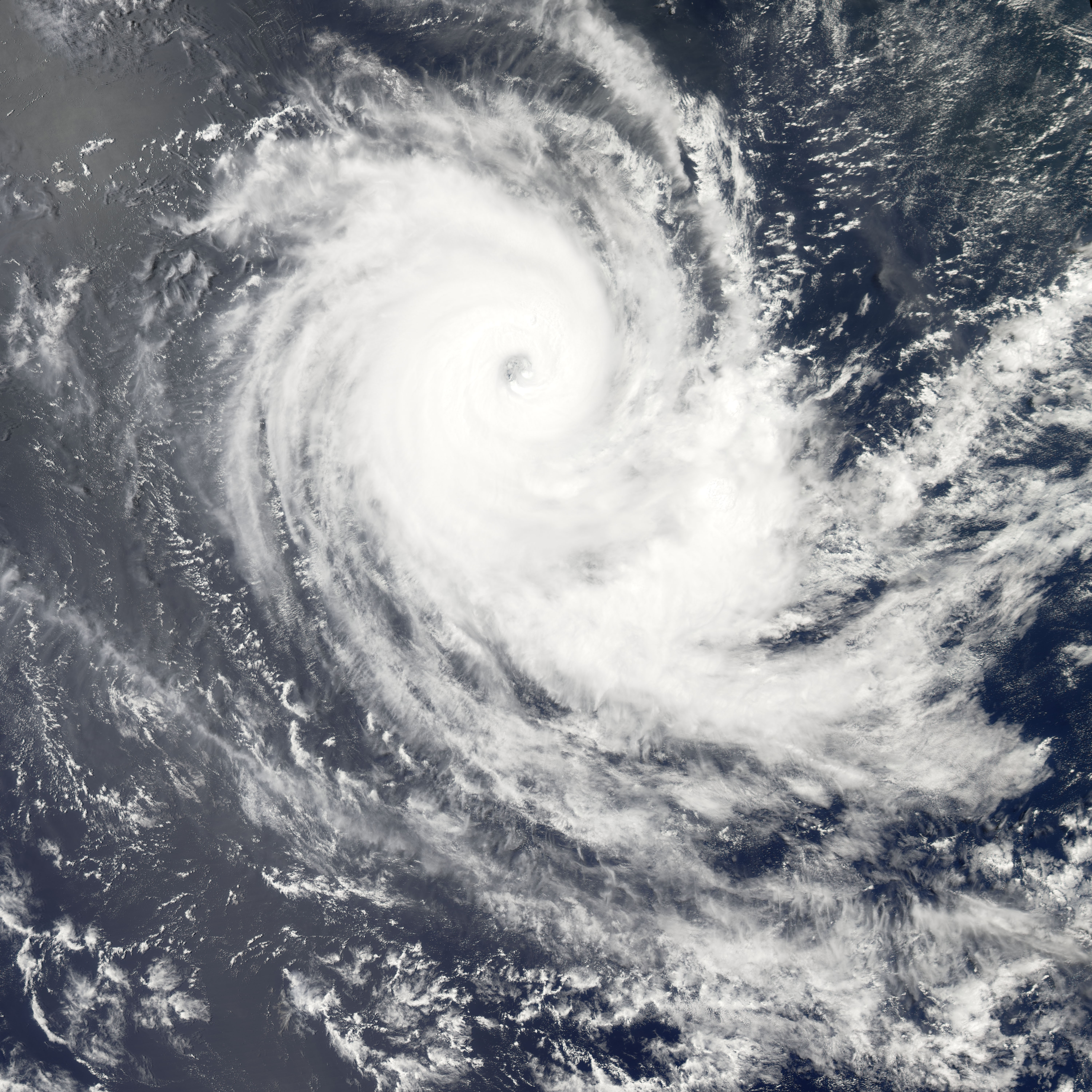
Erdbeobachtung als Mittel der Klimaforschung und Katastrophenprävention: Zyklon Carina 2006, aufgenommen vom Erdbeobachtungs-Satelliten Aqua

Unter Erdbeobachtung versteht man in der Luft- und Raumfahrt die Beobachtung der Erdoberfläche und/oder der Erdatmosphäre aus großer Höhe. Die Beobachtung schließt dabei auch technische Verfahren zur Informationsgewinnung (z. B. Radar- oder Infrarotgeräte) ein. 
Die Erdbeobachtung dient der Gewinnung von Daten beispielsweise für die Geodäsie, die Meteorologie, die Geoökologie, die Wettervorhersage, in der Klimaforschung zur Überwachung der Meeres- und Luftverschmutzung, zur Katastrophenprävention, aber auch für die Raum- und Landschaftsplanung durch die Beobachtung von Flächennutzung, Straßenverkehr und Lärmkartierung. Auch Spionagesatelliten sind Geräte zur Erdbeobachtung.
Ein erster Ansatz zur technischen Umsetzung war die Erdbeobachtungsrakete, patentiert 1903 für Alfred Maul. Heute werden jedoch fast ausschließlich Erdbeobachtungssatelliten eingesetzt, besonders im Bereich der Atmosphärenforschung auch Flugzeuge. Ein Programm zur globalen Kooperation bei der Erdbeobachtung ist das Global Earth Observing System of Systems, das 2005 in Brüssel von etwa 40 Staaten beschlossen wurde.
Datenschützer warnen vor einer möglichen Überwachung aus dem All durch zukünftige Satelliten, die leistungsfähig genug sein könnten, um einzelne Personen zu erkennen.